# Robert Dölle

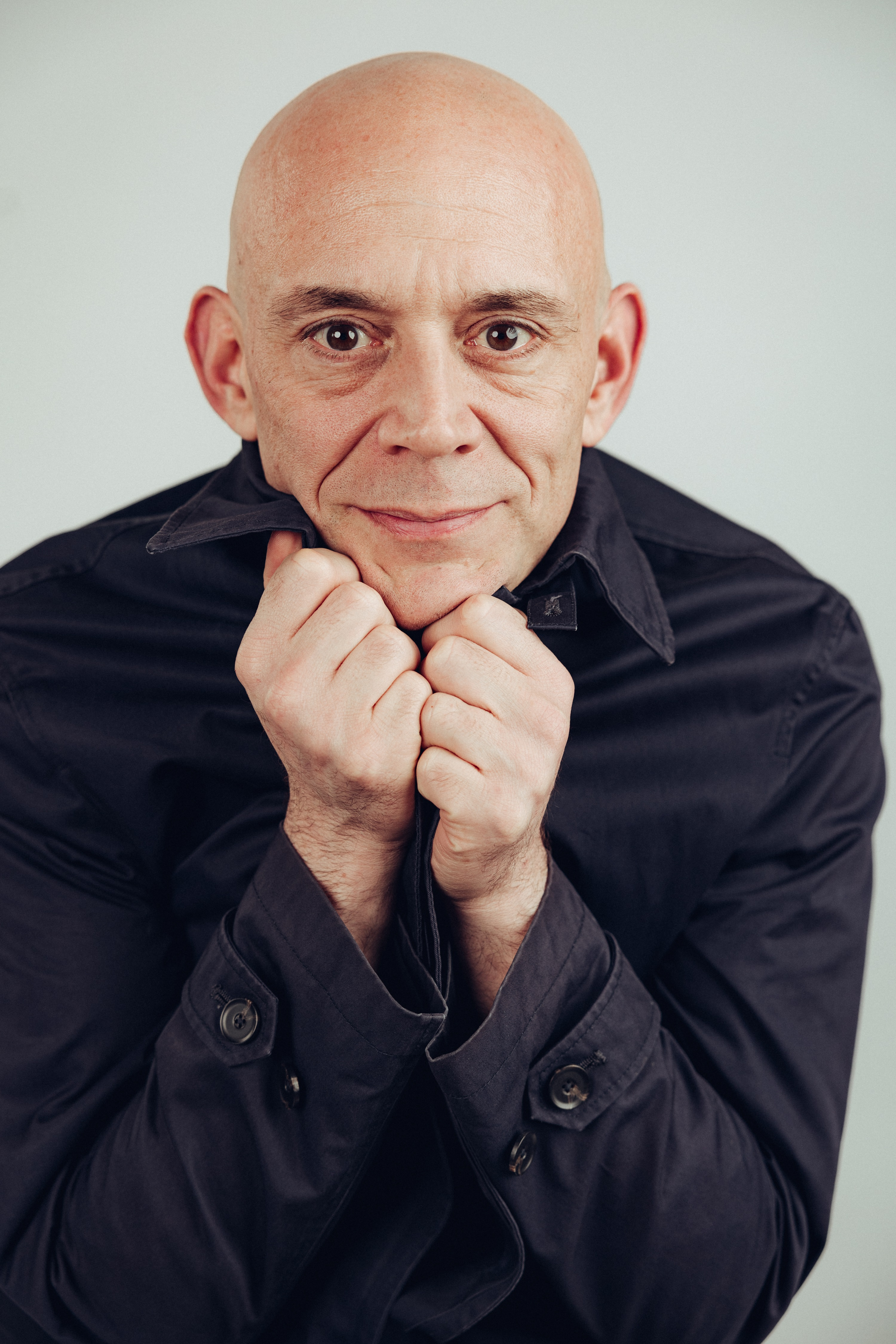
Robert Dölle (2024). Foto: Joel Heyd

Robert Dölle (* 29. Oktober 1971 in Frankfurt am Main) ist ein deutscher Schauspieler.

## Leben
Dölles Eltern waren 1968 nach dem Einmarsch sowjetischer Truppen in die CSSR aus Prag nach Deutschland geflohen. Dölle kam in Frankfurt am Main zur Welt.
Nach einem Amerikanistik-Studium absolvierte Dölle von 1993 bis 1996 eine Ausbildung an der Otto-Falckenberg-Schule in München. Darauf folgte ein Engagement an den Münchner Kammerspielen. Dort arbeitete er vor allem mit Dieter Dorn und Peter Zadek. Zwischen 1999 und 2001 war er Ensemblemitglied am Schauspiel Frankfurt. In diesen Jahren trat er hauptsächlich in Inszenierungen von Jens-Daniel Herzog und Amelie Niermeyer auf. Ab 2001 war er wieder an den Münchner Kammerspielen engagiert. Hier entstanden Arbeiten u. a. mit Karin Beier, Johan Simons und Jossi Wieler. Im Jahr 2006 spielte Dölle in Dieter Wedels Inszenierung Siegfrieds Frauen bei den Wormser Nibelungen-Festspielen den Siegfried. Von 2009 bis 2019 war er am Schauspiel Köln engagiert. In diesen Jahren arbeitete er, neben Karin Beier, auch mit Alvis Hermanis, Nicolas Stemann, Herbert Fritsch und Schorsch Kamerun, hauptsächlich aber mit Stefan Bachmann und Rafael Sanchez zusammen. Ab der Spielzeit 2019/20 ist er im Ensemble des Bayerischen Staatsschauspiels in München tätig. 2021 wurde Dölle mit dem AZ-Stern des Jahres für seine Rolle in «Finsternis» ausgezeichnet. 2023 erhielt er den Kurt-Meisel-Preis der Freunde des Residenztheaters e. V. für «herausragende künstlerische Leistungen in verschiedensten Rollen». 2024 erhielt Dölle die Auszeichnung „Bayerischer Staatsschauspieler“.

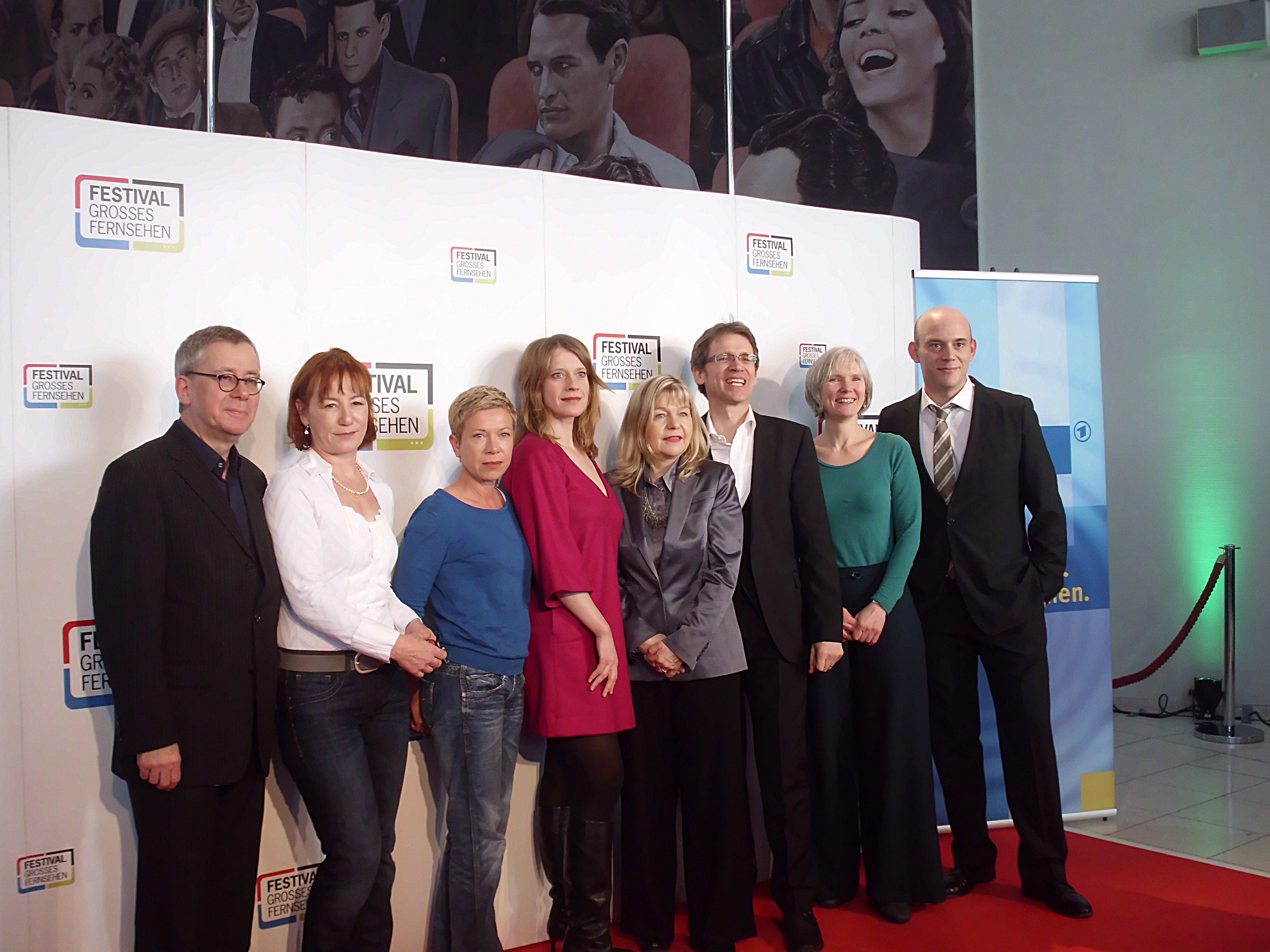
Team von „Im Netz“ beim Festival Großes Fernsehen (2013) mit Dölle ganz rechts

Seit 2002 arbeitet Dölle auch für Film und Fernsehen. 2004 spielte er in dem Film Schiller an der Seite von Matthias Schweighöfer den Schauspieler August Wilhelm Iffland. Wichtige Arbeiten waren u. a. TKKG - Das Geheimnis um die rätselhafte Mind-Machine von 2006, Mitte 30 von 2007 unter der Regie von Stefan Krohmer, Hotel Lux aus dem Jahr 2011 von Leander Haussmann, Die weiße Massai mit Nina Hoss aus dem Jahr 2005 und Im Netz mit Caroline Peters aus dem Jahr 2013. Seit 2015 spielt Dölle den Hauptkommissar Ralf Eisner in der Fernsehreihe Die Füchsin.
Dölle arbeitet auch als Sprecher für Funk und Fernsehen. Seit 2014 arbeitet er regelmäßig mit dem Hörspiel-Regisseur Walter Adler zusammen. So sprach er u. a. in der 13-stündigen WDR-Produktion über die Französische Revolution, Brüder nach Hilary Mantel, den Georges Jacques Danton. Weitere Arbeiten mit Adler waren Galveston, Dshan, Licht im August und Als ich im Sterben lag nach William Faulkner. In der japanischen Anime-Serie One Piece ist Dölle seit 2021 als Pirat Capone „Gang“ Bege zu hören.

## Theater (Auswahl)

### Münchner Kammerspiele
- 1996: Ithaka (als Leiodes, der Leise). Von Botho Strauß. Inszenierung: Dieter Dorn
- 1997: Richard III. Von William Shakespeare, Inszenierung: Peter Zadek
- 1997: Die Möwe (als Konstantin). Von Anton Tschechow. Inszenierung:Jens-Daniel Herzog
- 2004: Die zehn Gebote. Nach Krzysztof Kieślowski.Inszenierung: Johan Simons

### Schauspiel Frankfurt
- 1999: Don Karlos (als Herzog von Alba) von Friedrich Schiller. Inszenierung: Jens-Daniel Herzog

### Schauspiel Köln
- 2011: Die Dreigroschenoper (als Mac/Brown). Von Bert Brecht. Inszenierung: Nicolas Stemann
- 2014: Helenes Fahrt in den Himmel (als Andreas). Von Jens Albinus. Inszenierung: Jens Albinus
- 2015: Geschichten aus dem Wiener Wald (als Alfred). Von Ödön von Horváth. Inszenierung: Stefan Bachmann

### Theater Basel
- 2017: Wilhelm Tell (als Werner Stauffacher). Von Friedrich Schiller. Inszenierung: Stefan Bachmann (Koproduktion mit dem Schauspiel Köln)[6][7][8][9]

### Salzburger Festspiele
- 2023: The Greek Passion (als Ladas). Oper von Bohuslav Martinů nach dem Roman Christus wird wieder gekreuzigt (Griechische Passion) von Nikos Kazantzakis. Inszenierung: Simon Stone. Musikalische Leitung: Maxime Pascal[10]

### Residenztheater München
- 2019: Sommergäste, (als Bassow, Sergej Wassiljewitsch, Rechtsanwalt). Von Maxim Gorki Inszenierung: Joe Hill-Gibbins[11][12][13][14][15][16]
- 2020: Der starke Stamm, (als Leonhardt Bitterwolf, Sattlermeister). Nach Marieluise Fleißer. Inszenierung: Julia Hölscher[17][18][19]
- 2021: Resi zoomt: Finsternis. Von Davide Enia. Inszenierung: Nora Schlocker[20]
- 2021: Dekalog (Ensemble). Nach dem gleichnamigen Drehbuch von Krzysztof Kieślowski und Krzysztof Piesiewicz Inszenierung: Calixto Bieito[21]
- 2021: Die Träume der Abwesenden, (als Zwart, Nicos Vater). Nach Judith Herzberg. Inszenierung: Stephan Kimmig[22][23][24][25]
- 2021: Finsternis.(Solo-Abend). Von Davide Enia. Inszenierung: Nora Schlocker[26][27][28][29]
- 2021: Gott, (als Sperling, medizinischer Sachverständiger).Von Ferdinand von Schirach. Inszenierung: Max Färberböck[30][31]
- 2022: Spiel des Lebens – Die Kareno-Trilogie: «An des Reiches Pforten» – «Spiel des Lebens» – «Abendröte» (als Endre Bondesen, Journalist). Nach Knut Hamsun. Inszenierung: Stephan Kimmig[32][33][34][35][36]
- 2022: Der Entrepeneur (div. Rollen). Von Kevin Rittberger. Inszenierung: Nora Schlocker[37]
- 2023: Anne-Marie die Schönheit (Solo-Abend). Inszenierung: Nora Schlocker
- 2023: Buddenbrooks, (als Konsul Johann / Jean Buddenbrook). Inszenierung: Bastian Kraft[38]
- 2024: Pygmalion, (als Higgins). Nach George Bernard Shaw. Inszenierung: Amir Reza Koohestani und Mahin Sadri[39][40][41][42][43]
- 2024: Und oder oder oder oder und und beziehungsweise und oder beziehungsweise oder und beziehungsweise einfach und. Von Nele Stuhler. Inszenierung: FX Mayr[44]
- 2024: Der Sturm - Shakespeare für Kinder. Inszenierung Demjan Duran
- 2025: Life continues to be incredibly beautiful, Szenische Lesungsperformance aus John Cages Briefen. Inszenierung: FX Mayr[45]
- 2025: Kasimir und Karoline (als Speer). Von Ödön von Horváth. Inszenierung: Barbara Frey[46]

## Filmografie (Auswahl)
- 2005: Schiller
- 2006: TKKG – Das Geheimnis um die rätselhafte Mind-Machine
- 2006: Sie ist meine Mutter (Regie: Dagmar Hirtz)
- 2007: Stadt, Land, Mord! – O’zapft is (Fernsehreihe)
- 2007: SOKO Köln (Fernsehserie, Folge Bethmanns Fall)
- 2007: Mein alter Freund Fritz
- 2007: Angsthasen
- 2007: Mitte 30
- 2007: Polizeiruf 110 – Taubers Angst (Fernsehreihe)
- 2008: Tatort: Auf der Sonnenseite (Fernsehreihe)
- 2008, 2009: SOKO München (Fernsehserie, verschiedene Rollen, 2 Folgen)
- 2009: Tatort: Schiffe versenken
- 2010: Die Rosenheim-Cops (Fernsehserie, Folge Um ein Haar)
- 2010: Countdown – Die Jagd beginnt (Fernsehserie, Folge Ein Todesfall)
- 2010: Der Dicke (Fernsehserie, Folge Gefährliche Rache)
- 2011: Hotel Lux
- 2011: Marie Brand und die Dame im Spiel (Fernsehreihe)
- 2011, 2015: SOKO Leipzig (Fernsehserie, verschiedene Rollen, 2 Folgen)
- 2012: Halbe Hundert
- 2012: Mord mit Aussicht (Fernsehserie, Folge: Terror in Hengasch)
- 2012: online – meine Tochter in Gefahr (Fernsehfilm)
- 2012: Pastewka (Fernsehserie, Folge: Der Kommissar)
- 2013: Der Feind in meinem Leben
- 2013: Im Netz
- 2013: Wilsberg – Hengstparade (Fernsehreihe)
- 2013: Blutgeld
- 2013: Nichts mehr wie vorher
- 2014: Tatort: Der sanfte Tod
- 2014: Danni Lowinski (Fernsehserie, Folge Alles futsch)
- 2014: Sein gutes Recht
- 2015: Alarm für Cobra 11 – Die Autobahnpolizei (Fernsehserie, Folge Duell in der Wildnis)
- 2016: Bettys Diagnose (Fernsehserie, Folge Annäherungen)
- seit 2015: Die Füchsin (Fernsehreihe)
  - 2015: Dunkle Fährte
  - 2017: Spur auf der Halde
  - 2018: Spur in die Vergangenheit
  - 2019: Im goldenen Käfig
  - 2019: Schön und tot
  - 2021: Treibjagd
  - 2021: Romeo muss sterben
  - 2022: Alte Sünden
- 2017: Heldt (Fernsehserie, Folge Vom Umtausch ausgeschlossen)
- 2017: Lobbyistin (Fernsehserie von Sven Nagel)
- 2018: Mackie Messer – Brechts Dreigroschenfilm
- 2018: Labaule & Erben
- 2020: Unter anderen Umständen: Über den Tod hinaus
- 2022: Sugarlove (Fernsehfilm)
- 2022: Die Glücksspieler (Fernsehserie)
- 2023: Nach uns der Rest der Welt
- 2024: We Were the Lucky Ones (Fernsehserie)
- 2024: Die Chefin, (Fernsehserie, Staffel 15, Folge 2)
- 2025: Tatort: Zugzwang

## Hörspiele und Features
- 2006: Esmahan Aykol: Hotel Bosporus, Bearbeitung und Regie: Judith Lorentz (Hörspiel – SWR)
- 2013: Lothar Trolle: Judith, Regie: Walter Adler (Hörspiel – DLF/HR)
- 2014: Simone Hamm: Beyond Privacy (Überwachungsalltag in den USA), Regie: Thomas Wolfertz (Feature – WDR)
- 2015: Dshan von Lothar Trolle, Bearbeitung und Regie: Walter Adler Südwestrundfunk SWR Baden-Baden
- 2015: Stirb für mich von Robert Wilson, Bearbeitung und Regie: Walter Adler Westdeutscher Rundfunk 2015
- 2015: "Herz der Finsternis" von Orson Welles, Bearbeitung und Regie: Walter Adler, Westdeutscher Runsfunk 2015
- 2016: Galveston von Nic Pizzolatto, Bearbeitung und Regie: Walter Adler WDR
- 2017: Licht im August von William Faulkner, Bearbeitung und Regie: Walter Adler SWR
- 2018: Brüder nach Hilary Mantel, Bearbeitung und Regie: Walter Adler WDR
- 2019: Als ich im Sterben lag von William Faulkner, Bearbeitung und Regie: Walter Adler SWR
- 2024: Schall und Wahn von William Faulkner, Bearbeitung und Regie: Walter Adler SWR

## Ehrungen und Auszeichnungen
- 2021: AZ-Stern des Jahres
- 2023: Kurt-Meisel-Preis der Freunde des Residenztheaters e. V. für herausragende künstlerische Leistung
- 2024: Ernennung zum Bayerischen Staatsschauspieler